# Walter Rudolf Widmann

„Cap de ţăran”
acuarelă semnată W.Widmann

Walter Rudolf Widmann (n. 25 decembrie 1891, Orăștie – d. 1965) a fost un pictor, scenograf și profesor universitar din România.

## Biografie
După ce a absolvit gimnaziul evanghelic Samuel Brukenthal din Sibiu, sub îndrumarea profesorului Carl Dörschlag, care se afla în fruntea celei mai importante societăți artistice germane din Transilvania, Sebastian Hann, a continuat studiile la Institutul de Arte Plastice din Budapesta în 1909 și apoi la Baia-Mare (1909 - 1910), cu Ferenczy Károly.
În 1913 a obținut diploma de profesor de desen și a întreprins o călătorie de studii în Italia. În timpul Primului Război Mondial a fost mobilizat și a căzut prizonier de război.
A întreprins o călătorie de studii în Germania și a studiat scenografia la Berlin în 1920, pentru ca în anul 1921 să se întoarcă în țară spre a preda desenul la Liceul Bruckenthal din Sibiu.
Ca pictor (asociat fie cu mișcarea expresionistă, fie cu direcția post-impresionistă), a debutat în anul 1926, la Saloanele Oficiale, aceasta fiind prima sa manifestare plastică publică. Prima expoziție personală a organizat-o la Cluj, iar în următorii ani a participat la numeroase expoziții de grup din Capitală și din Transilvania.
În anul 1928 a colaborat cu Opera de Stat din București. În același an, a deschis prima expoziție personală la Cluj, apoi în 1933, o serie de expoziții la Arad, Sibiu și Brașov, genul său preferat fiind acuarela.
Împreună cu artiștii Rudolf Schweitzer–Cumpăna și Béla Gy. Szabó a organizat în 1954 o expoziție personală la București, participând cu un număr de peste o sută de acuarele.
Din 1954 a lucrat ca pictor scenograf la Opera din Cluj, iar din 1956 a fost angajat ca lector la Institutul de Arte Plastice "Ion Andreescu" din Cluj, unde a predat pictura scenografică.
În 1962, Uniunea Artiștilor Plastici din România și Fondul Plastic, Filiala Cluj, au organizat expoziția retrospectivă a pictorului Walter Widmann.

## Distincții
În 1954 a fost decorat cu Ordinul Muncii cl. a II-a.

## Lucrări în muzee
- Muzeul Național Secuiesc din Sfântu Gheorghe, județul Covasna, deține pictura „Câmp de grâu”, clasat ca bun cultural mobil în Patrimoniul Cultural Național.[2]